# Nationaler Normenkontrollrat

Logo des NKR

Der Nationale Normenkontrollrat (NKR) ist ein unabhängiges Beratungsgremium der Bundesregierung. Er prüft seit 2006 die transparente und nachvollziehbare Darstellung der Bürokratiekosten aus Informationspflichten und seit 2011 die gesamten Folgekosten (Erfüllungsaufwand) in allen Gesetzes- und Verordnungsentwürfen der Bundesregierung. Entscheidungsträger in Regierung und Parlament bekommen so belastbare Informationen darüber, welche Kostenfolgen mit ihren Entscheidungen ausgelöst werden. Darüber hinaus berät er die Bundesregierung in Sachen „Bessere Rechtsetzung“. Seit 2023 überprüft der NKR auch den Digitalcheck der Ressorts, d. h. inwieweit die Ministerien bei der Gesetzeserstellung die Möglichkeiten der digitalen Ausführung ausgeschöpft haben.
International setzt sich der NKR gleichermaßen für Transparenz über die Folgekosten der EU-Gesetzgebung ein. Grundlage seiner Arbeit ist das im September 2006 verabschiedete NKR-Gesetz.
Im Januar 2022 beschloss das Bundeskabinett mit dem Zweiten Gesetz zur Änderung des NKR-Gesetzes, dass die Zuständigkeit für den NKR vom Bundeskanzleramt zum Bundesministerium der Justiz wechselt.
Per Organisationserlass vom 6. Mai 2025 ordnete Bundeskanzler Friedrich Merz an, den NKR ab sofort an das neu geschaffene Bundesministerium für Digitales und Staatsmodernisierung (BMDS) anzugliedern.

## Entstehung
Im Koalitionsvertrag der Großen Koalition wurde 2005 zwischen CDU, CSU und SPD die Einrichtung eines Normenkontrollrates vereinbart. Dies wurde am 1. Juni 2006 mit der Verabschiedung des Gesetzes zur Einrichtung eines Nationalen Normenkontrollrates (NKRG) umgesetzt. Grundüberlegungen zum Entwurf des Gesetzes wurden von der Fachhochschule des Mittelstands in Bielefeld (u. a. Hans-Georg Kluge) sowie von der Bertelsmann-Stiftung entwickelt. Die entsprechenden Überlegungen wurden über die nordrhein-westfälischen CDU-Abgeordneten in den Bundestag eingebracht. Am 18. August 2006 trat das Gesetz zur Einsetzung eines Nationalen Normenkontrollrates (NKRG) in Kraft.
Vorbild ist die vergleichbare Einrichtung in den Niederlanden Adviescollege Toetsing Regeldruk (ATR), deutsch „Beirat zur Beurteilung der Regulierungslast“, die dort die Rolle eines unabhängigen und neutralen Methodenwächters der Bürokratiekostenmessung wahrnimmt.
Die Koalition ging davon aus, dass in den Niederlanden ermittelt wurde, dass staatlich verordnete Informationspflichten 3,6 Prozent des Bruttoinlandsprodukts verschlingen. Falls in Deutschland mit seiner etwa fünfmal höheren Wirtschaftskraft die Regelungsdichte bei Informationspflichten mit der in den Niederlanden vergleichbar sein sollte, hätten die deutschen Unternehmen rund 80 Mrd. Euro aufgrund von gesetzlich begründeten Informationspflichten zu tragen. Zugleich hätten sich die Niederländer vorgenommen, diese Kosten in vier Jahren um ein Viertel zu senken. Würde man dieses Ziel auf Deutschland übertragen, käme man auf ein Einsparvolumen von etwa 20 Milliarden Euro.

## Organisation und Arbeitsweise
Der NKR ist nur an den durch das Gesetz zur Einsetzung eines Nationalen Normenkontrollrates (NKRG) begründeten Auftrag gebunden und in seiner Tätigkeit unabhängig.
Das Gremium besteht aus zehn ehrenamtlichen Mitgliedern, die auf Vorschlag der Bundesregierung vom Bundespräsidenten berufen werden. Die Amtszeit beträgt fünf Jahre. Eine erneute Berufung ist zulässig. Die Mitglieder dürfen nicht bei öffentlichen Verwaltungen arbeiten oder Abgeordnete sein. Die Mitglieder des NKR erhalten eine pauschale Entschädigung sowie Ersatz ihrer Reisekosten (§ 3 Abs. 10 NKRG). Der Ersatz der Reisekosten richtet sich nach dem Bundesreisekostenrecht. Die pauschale Entschädigung für den NKR-Vorsitzenden und seinen Stellvertreter beträgt 30.000 Euro, für die weiteren Mitglieder 25.000 Euro pro Jahr.
Durch die gemeinsame Geschäftsordnung der Bundesministerien ist der NKR wie ein Ministerium in den Gesetzgebungsprozess eingebunden. Spätestens zu Beginn des Abstimmungsverfahrens innerhalb der Bundesregierung müssen Regelungsentwürfe dem NKR zugeleitet werden. Auch im Vorfeld berät der NKR die Ressorts auf Wunsch. Der Kabinettsvorlage muss das Votum des Normenkontrollrates beigefügt sein, das den Gesetzentwurf ins Parlament begleitet und zusammen mit der vom Kabinett verabschiedeten Fassung veröffentlicht wird. Seit der vierten Amtsperiode ist der NKR nicht mehr beim Bundeskanzleramt, sondern beim Bundesjustizministerium angesiedelt.

## Aufgaben und Kompetenzen
Der NKR ist das zentrale politische Steuerungsorgan für alle Fragen, die sich mit Bürokratieabbau und besserer Rechtsetzung befassen. Er kann u. a. die Einhaltung der Grundsätze der Standardisierten Bürokratiekostenmessung überprüfen:
1. Entwürfe für neue Bundesgesetze,
2. bei Entwürfen von Änderungsgesetzen auch die Stammgesetze,
3. die Entwürfe nachfolgender nachrangiger Rechts- und Verwaltungsvorschriften,
4. Vorarbeiten zu Rechtsakten (Rahmenbeschlüssen, Beschlüssen, Übereinkommen und den diesbezüglichen Durchführungsmaßnahmen) der Europäischen Union und zu Verordnungen, Richtlinien und Entscheidungen der Europäischen Gemeinschaft,
5. bei der Umsetzung von EU-Recht die betroffenen Gesetze und nachrangigen Rechts- und Verwaltungsvorschriften,
6. bestehende Bundesgesetze und auf ihnen beruhende Rechtsverordnungen und Verwaltungsvorschriften.

Kompetenzen zur Prüfung von Landesrecht bestehen nicht.
Er kann hierzu eigene Anhörungen durchführen, Gutachten in Auftrag geben, der Bundesregierung Sonderberichte vorlegen und Amtshilfe von Behörden des Bundes und den Länder fordern.
Seit Januar 2023 prüft der NKR auf Grundlage seines erweiterten Mandats (§ 4 (3) NKRG), inwieweit die Ministerien die Digitalisierung bei der Erarbeitung von Gesetzentwürfen mitgedacht haben. Die Inhalte und Bewertungen des sogenannten „Digitalchecks“ sind seit April 2023 Teil der NKR-Stellungnahmen und damit öffentlich einsehbar.

## Bericht über Bürokratiekosten
Nach Einsetzung des NKR wurden zunächst nur die Bürokratiekosten von bestehenden Gesetzen ermittelt. Als Bürokratiekosten gelten Informations- und Dokumentationspflichten, zum Beispiel Daten oder Statistiken, die Bürger oder Unternehmen auf Grund von Gesetzen oder Verordnungen an Behörden übermitteln müssen. Mit Hilfe des Statistischen Bundesamtes führte die Bundesregierung 2006 eine „Bestandsmessung“ durch. Dafür wurde das Standardkosten-Modell (SKM) genutzt. Es zeigte sich, dass Unternehmen in Deutschland mit rund 49 Milliarden Euro jährlich durch Bürokratiekosten belastet waren. Zwischen 2006 und 2012 konnten die Bürokratiekosten der Wirtschaft um 25 Prozent gesenkt werden.
Die Bundesregierung erstattet dem Bundestag jährlich einen Bericht über die Erfahrungen mit der angewandten Methodik zur standardisierten Bürokratiekostenmessung sowie den Stand des Bürokratiekostenabbaus und die Prognose, ob die von der Bundesregierung anvisierten Ziele der Bürokratiekostenmessung innerhalb des angegebenen Zeitraums erreicht werden.
Auch der NKR legt gemäß § 6 NKRG einen Jahresbericht vor. Dieser steht auf seiner Homepage zur Verfügung. Hier kann unter anderem der aktuelle Stand des Erfüllungsaufwands eingesehen werden.

### Reduzierung der Folgekosten durch „One in, one out“-Regel
Nach Umsetzung des 25-%-Abbauzieles bis 2012 gab es zunächst kein neues quantitatives Ziel zum Abbau von Informationspflichten. Zudem nahm die Bundesregierung ab 2012 nicht mehr nur Bürokratiekosten in den Blick, sondern alle Folgekosten (Erfüllungsaufwand). Entsprechend wurde auch der Prüfauftrag des NKR erweitert. Im Herbst 2014 hat der NKR gegenüber der Bundesregierung angeregt, nach dem Vorbild Großbritanniens eine ‚One in, one out‘-Regel einzuführen. Die Bundesregierung hat diese Idee aufgegriffen und ist im Juli 2015 die Selbstverpflichtung eingegangen, den Erfüllungsaufwand grundsätzlich nicht weiter ansteigen zu lassen.
‚One in, one out‘ bedeutet: Wird eine gesetzliche Regelung verabschiedet, deren Folgekosten die Wirtschaft belasten, muss grundsätzlich an anderer Stelle eine gleichwertige Entlastung der Wirtschaft geschaffen werden.

### Ex-post-Evaluierung
Mit dem Schritt, sämtliche Folgekosten von Regelungsvorhaben vor ihrer Verabschiedung abzuschätzen, ist die Transparenz (ex ante) für den Gesetzgeber nachhaltig verbessert worden. Es ist jedoch ebenso wichtig, in regelmäßigen Abständen zu prüfen, wie sich Gesetze und Verordnungen in der Praxis (ex post) bewährt haben. Seit 2013 gilt in der Bundesregierung, dass alle Regelungsvorhaben mit Erfüllungsaufwand von mehr als einer Million Euro nach 3 bis 5 Jahren auf den Prüfstand gestellt werden müssen.

### EU-Ex-ante-Verfahren
Über die Hälfte der Folgekosten in Deutschland haben ihren Ursprung in Rechtsakten der EU-Ebene. Bundesministerien und NKR haben deshalb 2016 vereinbart, dass bei EU-Rechtsakten das federführende Ministerium zunächst prüft, ob sich die Folgekosten für Deutschland aus der Abschätzung der Europäischen Kommission ableiten lassen. Ist dies nicht der Fall, soll das Ministerium eine Nachbesserung der Folgenabschätzung bei der Europäischen Kommission anmahnen oder gegebenenfalls eine eigene Abschätzung vornehmen.

## Mitglieder
Mitglieder des Normenkontrollrates sind in seiner vierten Amtszeit:
- Lutz Goebel (Vorsitzender), zuletzt Präsident des Verbands Die Familienunternehmer und Geschäftsführender Gesellschafter der Henkelhausen GmbH & Co. KG
- Sabine Kuhlmann (stellvertretende Vorsitzende), Inhaberin des Lehrstuhls für Politikwissenschaft, Verwaltung und Organisation an der Universität Potsdam[11]
- Garrelt Duin (SPD)
- Andrea Wicklein (SPD), von 2002 bis 2017 Mitglied des Deutschen Bundestages (am 25. September 2019 nachgerückt für den verstorbenen Wolf-Michael Catenhusen)[12]
- Reinhard Göhner (CDU)
- Gudrun Grieser (CSU), Oberbürgermeisterin der Stadt Schweinfurt a. D.
- Kerstin Müller (SPD)
- Malte Spitz (Bündnis 90/Die Grünen)
- Dorothea Störr-Ritter (CDU), Landrätin des Kreises Breisgau-Hochschwarzwald
- Ulla Ihnen (FDP), Ratsmitglied der Landeshauptstadt Hannover, Staatssekretärin a. D.[13]

Der Normenkontrollrat war in seiner ersten Mandatszeit parteipolitisch paritätisch besetzt. Laut Pressemeldungen gab es Unstimmigkeiten innerhalb des Normenkontrollrates über den Grad der Deregulierung und Entbürokratisierung: Während die CDU-Mitglieder möglichst viel deregulieren wollten, warnten die SPD-Mitglieder vor einem Abbau von Standards im Bereich Arbeitsrecht, sozialer Schutz von Arbeitnehmern und Versicherten sowie von Umweltschutzstandards. Inzwischen sind Mitglieder von FDP und Grünen im Normenkontrollrat vertreten.
Im Rahmen der Erweiterung der Kompetenzen des Normenkontrollrates im Jahre 2011 wurde er von ehemals acht auf zehn Mitglieder erweitert.
Ehemalige Mitglieder sind:
- Hermann Bachmaier †, Rechtsanwalt, ehemaliger stellvertretender Vorsitzender des Bundestags-Rechtsausschusses
- Hans Barbier †, ehemaliger Vorsitzender der Ludwig-Erhard-Stiftung, Journalist
- Wolf-Michael Catenhusen †, Parlamentarischer Staatssekretär a. D. und Staatssekretär a. D. im Bundesministerium für Bildung und Forschung, MdB von 1980 bis 2002
- Thea Dückert, Dozentin an der Universität Oldenburg, MdB von 1998 bis 2009
- Gisela Färber, Universitätsprofessorin für wirtschaftliche Staatswissenschaften an der Deutschen Universität für Verwaltungswissenschaften
- Rainer Holtschneider, Staatssekretär a. D.
- Henning Kreibohm, Rechtsanwalt, Oberkreisdirektor a. D., Stadtkämmerer a. D.; ehemaliger Geschäftsführender Gesellschafter der Fa. Nord-WestConsult
- Sebastian Lechner, Landesvorsitzender der Jungen Union Niedersachsen, Diplom-Volkswirt
- Johannes Ludewig (Vorsitzender), ehemaliger Vorsitzender des Vorstandes der Deutschen Bahn AG, Staatssekretär a. D. im Bundesministerium für Wirtschaft und Technologie
- Conny Mayer-Bonde Studiendekanin, Professorin Betriebswirtschaftslehre
- Hanns-Eberhard Schleyer, ehemaliger Generalsekretär des Zentralverbands des Deutschen Handwerks
- Franz Schoser, ehemaliger Hauptgeschäftsführer des Deutschen Industrie- und Handelskammertages
- Andrea Versteyl, Rechtsanwältin, ehrenamtliche Richterin am Sächsischen Verfassungsgerichtshof
- Johann Wittmann, ehemaliger Präsident des Bayerischen Verwaltungsgerichtshofes, Vorstandsvorsitzender der Verwaltungs- und Wirtschaftsakademie München

## Kritik
Die „deutsche Wirtschaft“ kritisiert, dass dem NKR Kompetenzen fehlten und er in seiner Beratungstätigkeit eingeschränkt sei. Der Kontrollrat testet auf SPD-Antrag nur Gesetzesentwürfe der Bundesregierung, nicht aber solche der Fraktionen; diese machen in etwa 30 % aller Entwürfe aus. Zudem würde durch die ‚one in, one out‘-Regel der Erfüllungsaufwand nur konstant gehalten, aber nicht reduziert. Außerdem müssten auch Umsetzungsgesetze für europäisches Recht in die ‚one in, one out‘-Betrachtung einbezogen werden, da es den Unternehmen egal sei, ob die Belastungen ihren Ursprung in Brüssel oder Berlin hätten.

## Normenkontrollräte in den Ländern
In Deutschland verfügen Baden-Württemberg, Bayern, Sachsen und Thüringen über einen Normenkontrollrat auf Länderebene.

## Andere Staaten
In Europa gibt es derzeit acht unabhängige Kontroll- und Beratungsgremien, die damit beauftragt sind, Folgenabschätzungen zu prüfen bzw. Hinweise und Empfehlungen zur Besseren Rechtsetzung zu geben. Neben dem deutschen NKR sind das folgende Gremien:
- Adviescollege Toetsing Regeldruk (ATR) aus den Niederlanden,
- Danish Business Regulation Forum (DBRF) aus Dänemark,
- Finnish Council of Regulatory Impact Analysis (FCRIA) aus Finnland,
- Swedish Better Regulation Council (SBRC) aus Schweden,
- Norwegian Better Regulation Council (NBRC) aus Norwegen,
- Regulatory Impact Assessment Board (RIAB) aus der Tschechischen Republik sowie
- Regulatory Policy Committee (RPC) aus dem Vereinigten Königreich.

Der Austausch mit den EU-Institutionen findet vor allem im Rahmen des RegWatchEurope Netzwerks statt.
In den USA besteht der Paperwork Reduction Act als Rechtsgrundlage für Bürokratievermeidung.